# Psammotermes
Psammotermes (лат.) — род термитов из семейства Psammotermitidae (ранее подсемейство Psammotermitinae в Rhinotermitidae). Африка и Мадагаскар. Известно 7 видов.

## Описание
Группа из пустынных регионов Африки. Основания передних крыльев имаго примерно такие же как у задних крыльев. Фонтанеллы имаго много ближе к заднему краю головы, чем к постклипеусу; бока головы округлые. Мандибулы солдат с крупным апикальным зубцом (на левой жвале 6 зубчиков, на правой — 4). Голова прямоугольная, пронотум с прямым или вогнутым передним краем.
Строят подземные термитники собственной конструкции, а также обнаружены в гнёздах термитов Amitermes, Baucaliotermes и Trinervitermes. У вида Psammotermes hypostoma обнаружены клещи Forcellinia (Acaridae) и Calvolia (Winterschmidtiidae).

## Систематика
Холмгрен (Holmgren) включал этот таксон в семейство Mesotermitidae. Известно 7 видов. Иногда в состав подсемейства Psammotermitinae Holmgren, 1911 включают род Glossotermes Emerson, 1950 (Glossotermes oculatus Emerson, 1950). С 2024 года в отдельном семействе Psammotermitidae.
- Род Psammotermes
  - Psammotermes allocerus Silvestri, 1908 — Намибия[10]
  - Psammotermes assuanensis Sjoestedt, 1912 — Египет[11]
  - Psammotermes fuscofemoralis Sjoestedt, 1904 — Египет, Сенегал, Судан[12]
  - Psammotermes hybostoma Desneux, 1902 — Алжир[1]
    - Psammotermes hypostoma — Египет

  - Psammotermes rajasthanicus Desneux, 1902 — Алжир[1]
  - Psammotermes senegalensis Sjoestedt, 1924 — Сенегал[13]
  - Psammotermes voeltzkowi Wasmann, 1910 — Мадагаскар[14]